# Croton leytensis
Espèce
Classification APG II (2003)
Croton leytensis est une espèce de plantes à fleurs du genre Croton et de la famille Euphorbiaceae présente aux Philippines (Leyte).